# Arthur Donaldson
Arthur William Donaldson (13 décembre 1901 - 18 janvier 1993) est un journaliste écossais et homme politique du Parti national écossais (SNP). Il est chef du Parti national écossais de 1960 à 1969.

## Les premières années
Donaldson est né à Dundee, fils de George Donaldson, un tisseur de fil. Il fait ses études à la Harris Academy, qu'il quitte en 1917 avec cinq certificats de fin d'études supérieures. Après avoir travaillé comme assistant de l'officier de l'état civil aux naissances, décès et mariages à Dundee de 1918 à 1920, il commence une carrière dans le journalisme comme reporter à The Courier, un journal de Dundee . En 1923, il décide d'émigrer aux États-Unis pour s'y essayer comme journaliste. Donaldson ne trouve pas de travail en tant que journaliste et trouve un emploi à Detroit, comme secrétaire du chef d'un département d'ingénierie dans l'industrie automobile, puis fréquente le Detroit Institute of Technology pour étudier l'ingénierie . Il devient finalement secrétaire adjoint de la division des marchés publics de la Chrysler Corporation, responsable des relations avec le département de la Défense des États-Unis .
Bien qu'il commence à s'établir aux États-Unis, Donaldson s'intéresse de près au mouvement politique en développement pour l'indépendance de l'Écosse dans son pays. À cette fin, en 1928, il rejoint le Parti national d'Écosse nouvellement formé en tant que membre d'outre-mer. En 1932, Donaldson épouse Violet "Vi" Bruce, une Écossaise expatriée (de Forfar) et ils s'installent à Washington DC, où il continue à travailler pour Chrysler. Donaldson rejoint le Parti national écossais (SNP) en 1934, et trois ans plus tard, il retourne dans son Écosse natale avec sa famille, s'installant à Lugton, dans l'Ayrshire, où il établit une ferme avicole. En 1944, il s'installe à Forfar, la ville natale de sa femme, où il travaille dans le commerce de détail et comme journaliste indépendant .

## Carrière politique
Donaldson entre en contact avec Robert McIntyre, l'un des principaux membres du SNP, et son implication dans le parti se renforce.
En mai 1941, pendant la Seconde Guerre mondiale, le domicile de Donaldson est perquisitionné par la police, qui le soupçonne, ainsi qu'un certain nombre d'autres personnalités du SNP, d'«activités subversives», en raison de leur soutien à la Scottish Neutrality League. Un informateur du MI5 déclare à l'officier de bureau Richard Brooman-White qu'en cas d'invasion allemande de la Grande-Bretagne, Donaldson lui a dit qu'il a l'intention de mettre en place un gouvernement fantoche semblable à celui de Vidkun Quisling en Norvège. À la suite de cette information, Donaldson est arrêté et interné en vertu du règlement de défense 18B, envoyé d'abord à la prison de Kilmarnock, puis à la prison de Barlinnie à Glasgow. Il est détenu pendant six semaines. Aucune preuve n'a jamais été produite et Donaldson n'a jamais été inculpé.
À l'époque, l'arrestation de Donaldson s'explique par ses protestations contre la conscription de femmes écossaises pour travailler dans des usines en Angleterre, et il est ainsi décrit comme un prisonnier politique par au moins un ancien collègue .
L'arrestation et la détention de Donaldson ne le dissuadent pas de continuer ses activités politiques. Il reste membre du SNP tout au long des années 1940 et 1950, quand il est particulièrement faible et qu'une grande partie des efforts nationalistes est investie dans le Pacte écossais de John MacCormick. MacCormick a quitté le SNP en 1942, incapable de persuader le parti d'adopter une position de soutien à la décentralisation plutôt qu'à l'indépendance, une scission que Donaldson lui-même a attribuée davantage à un conflit de personnalité qu'à des divergences idéologiques.
Après la scission de 1942, Donaldson devient une figure de proue du SNP, avec McIntyre. Donaldson se présente comme candidat du SNP pour Dundee aux élections générales de 1945, obtenant 7 775 voix. En 1948, il s'installe à Forfar, où il devient rapidement rédacteur en chef du Forfar Dispatch . Il est investi dans le gouvernement local à Angus, en tant que membre du conseil municipal de Forfar de 1945 à 1968, et en tant que trésorier de la ville. Il est également membre du conseil du comté d'Angus de 1946 à 1955 . Il ne se présente pas aux élections générales de 1950, 1951 et 1955, mais en 1959, il se présente dans la circonscription de Kinross et Western Perthshire .

## Direction du parti
Donaldson devient chef du SNP en juin 1960, lorsqu'il est élu sans opposition, en remplacement de James Halliday, et c'est pendant son mandat à la tête du SNP que le parti commence à se développer et à s'imposer dans le paysage politique écossais. Conférencier inspirant, il enthousiasme les militants, les sections et les circonscriptions en tournée, et la croissance du parti en termes de membres, de sections et de votes tout au long de la décennie est phénoménale . Donaldson est le candidat du SNP opposé à Sir Alec Douglas-Home aux élections partielles de Kinross et Western Perthshire en novembre 1963. Au cours de son mandat, le SNP commence à se montrer crédible lors des élections, remportant l'élection partielle de Hamilton en 1967 et recueillant plus de voix que tout autre parti lors des élections des autorités locales écossaises de 1968. Sous sa direction, Donaldson se présente comme candidat parlementaire du SNP pour Kinross et Western Perthshire aux élections générales de 1964 et 1966 .
Ce succès, cependant, n'est pas exempt de critiques, et lors de la conférence annuelle du SNP de 1967, il fait face à une candidature de leadership de Douglas Drysdale, qu'il bat confortablement. En janvier 1969, Donaldson annonce son intention de se retirer de la direction du SNP. Un grand nombre de membres du parti estiment que le SNP a besoin de quelqu'un de plus jeune que Donaldson (alors âgé de 68 ans) pour diriger le parti . Cependant, à la suite d'un certain nombre de demandes de la part des branches et des membres du SNP pour qu'il reconsidère sa décision de démissionner si près des prochaines élections générales, il décide de se présenter pour une nouvelle nomination à la tête de la conférence nationale annuelle du SNP de 1969. Lors d'une conférence en juin de la même année, le chef adjoint du SNP, William Wolfe, est élu chef par 544 voix contre 238 pour Donaldson .
Il se présente comme candidat parlementaire du SNP pour Galloway aux élections générales de 1970, arrivant deuxième. Donaldson reste actif dans le SNP au niveau de la branche, de la circonscription et au niveau national jusqu'à ses quatre-vingts ans .
Il est décédé le 18 janvier 1993 à Forfar, à l'âge de 91 ans .